# I've Gotta Get a Message to You
"I've Gotta Get a Message to You" là một bài hát rock của ban nhạc Bee Gees. Đĩa đơn bài này được phát hành ngày 7 tháng 9 năm 1968 và trở thành đĩa đơn số 1 thứ hai của ban nhạc trên UK Singles Chart. Bài hát này cũng là bài hát đầu tiên của nhóm lọt top 10 bảng xếp hạng tại Mỹ.

## Xếp hạng
| Chart (1968)                         | Peak position |
| ------------------------------------ | ------------- |
| Australia (Kent Music Report)        | 3             |
| Austria (Ö3 Austria Top 40)          | 12            |
| Belgium (Ultratop 50)                | 9             |
| Canada Top Singles (RPM)             | 3             |
| Denmark                              | 5             |
| France (SNEP)                        | 21            |
| Germany (Media Control Charts)       | 3             |
| Ireland (IRMA)                       | 1             |
| Italy (FIMI)                         | 1             |
| Netherlands (Dutch Top 40)           | 2             |
| New Zealand (Recorded Music NZ)      | 2             |
| Norway (VG-lista)                    | 6             |
| South Africa (Springbok Radio)       | 1             |
| Switzerland (Swiss Hitparade)        | 6             |
| UK Singles (Official Charts Company) | 1             |
| US Billboard Hot 100                 | 8             |
| US Cash Box                          | 3             |
| US Record World                      | 7             |

| Chart (1968)                  | Position |
| ----------------------------- | -------- |
| Austria (Ö3 Austria Top 40)   | 15       |
| Belgium (Ultratop 50)         | 12       |
| Netherlands (Dutch Top 40)    | 15       |
| Norway (VG-lista)             | 9        |
| Switzerland (Swiss Hitparade) | 6        |
| US Cash Box                   | 19       |